# رجعة (طلاق)
الرجعة في الفقه الإسلامي هي: أن يرجع الرجل زوجته بعد طلاقها وذلك خلال عدتها، إن كان طلاقها رجعيا، أما إذا طلقها طلاقا بائنا؛ فليس له الحق في الرجعة بهذا المعنى.

## كيفية تحقق الرجعة
تتحقق الرجعة بالنية والقول عند جمهور الفقهاء، وذلك بأن يصرح الزوج بأي تعبير مفيد لمعنى الرجعة كقوله: راجعتك، أو راجعت زوجتي ونحوه.

## دليل الرجعة
قال تعالى:
 ﴿فَإِذَا بَلَغْنَ أَجَلَهُنَّ فَأَمْسِكُوهُنَّ بِمَعْرُوفٍ أَوْ فَارِقُوهُنَّ بِمَعْرُوفٍ﴾الطلاق ٢ .
والمقصود بالإمساك هنا هو الرجعة خلال فترة العدة.